# 13-я бомбардировочная авиационная дивизия
13-я бомбардировочная авиационная дивизия — воинское соединение Вооружённых Сил СССР в Великой Отечественной войне.

## История
Дивизия сформирована 8 августа 1940 года в Западном Особом ВО. На 22 июня 1941 года управление дивизии базировалось в Бобруйске, полки базировались на аэродромах Бобруйск, Тейкичи, Телуше, Быхов, Бобровичи, Гноево, Могилёв, Зябровка. В дивизии насчитывалось 225 самолётов типов СБ и Су-2, из них 55 неисправных.
В составе действующей армии с 22 июня 1941 по 25 июля 1941 года. Именовалась также как 13-я смешанная авиационная дивизия.
Полки из состава дивизии приступили к вылетам 22 июня 1941 года, наносили бомбовые удары по войскам по танковым колоннам, наступавшим из района западнее Бреста на Барановичи. Так, лётчики 24-го бомбардировочного Краснознамённого авиаполка в районе города Бяла-Подляска нанесли удар по танковой колонне противника. а 130-й авиаполк в тот же день и в том же районе наносил удар военной базе. 24 июня 1941 года 97-й авиаполк нанёс успешный удар по колонне танков на переправе через реку Шара в районе Грудопль, Пиловиды и Иванцевичи. 25 июня 1941 года дивизия всем составом поддерживает контрудар группы Болдина в районе Гродно. 26 июня части дивизии вновь вылетали на бомбардировку переправ по реке Шара.
В первые дни войны дивизия совершила тогда 780 самолёто-вылетов, отчиталась об уничтожении около 30 танков, 16 орудий и до 60 автомашин с живой силой.
До второй половины июля дивизия, перебазируясь на восток, действовала в Белоруссии и Смоленской области. 25 июля 1941 года управление дивизии с оставшимися в составе тремя полками, отправлено в Казань, где 17 августа 1941 года было расформировано.

## Состав дивизии
На 22.06.1941 года
Управление — Бобруйск
- 24-й скоростной бомбардировочный авиационный полк — Бобруйск. С 1940 года по 8 июля 1941 года.
- 97-й ближнебомбардировочный авиационный полк — Бобруйск. С 1940 года по 25 июля 1941 года.
- 121-й скоростной бомбардировочный авиационный полк — Быхов. С 1940 года по 17 августа 1941 года.
- 125-й скоростной бомбардировочный авиационный полк — Быхов. С 1940 года по 17 августа 1941 года.
- 130-й скоростной бомбардировочный авиационный полк — Бобровичи[англ.]. С 1940 года по 17 августа 1941 года.

## Подчинение
| Дата            | Фронт (округ)             | Армия      | Корпус | Примечания |
| --------------- | ------------------------- | ---------- | ------ | ---------- |
| 22.06.1941 года | Западный фронт            | -          | -      | -          |
| 01.07.1941 года | Западный фронт            | -          | -      | -          |
| 10.07.1941 года | Западный фронт            | 21-я армия | -      | -          |
| 01.08.1941 года | Приволжский военный округ | -          | -      | -          |

## Командование

### Командир
- Полынин, Фёдор Петрович, генерал-майор (08.08.1940 — 17.08.1941)

### Начальник штаба
- Тельнов, Константин Иванович, подполковник (08.08.1940 — 17.08.1941)